# Stenocorse bruchivora
Stenocorse bruchivora är en stekelart som först beskrevs av Crawford 1909.  Stenocorse bruchivora ingår i släktet Stenocorse och familjen bracksteklar. Inga underarter finns listade i Catalogue of Life.